# Янков, Ристо
Ристо Янков (макед. Ристо Јанков; 5 сентября 1998, Скопье) — северомакедонский футболист, вратарь клуба «Политехника».

## Биография
Воспитанник клуба «Работнички» (Скопье). В августе 2017 года был отдан в аренду в клуб второго дивизиона Республики Македонии «Локомотива» (Скопье), в начале следующего года вернулся в родной клуб. Дебютировал в высшем дивизионе Северной Македонии 24 февраля 2018 года в матче против «Вардара», выйдя на замену на 89-й минуте после удаления основного вратаря Даниэля Божиновского. В сезоне 2018/19 стал основным вратарём команды, сыграв 21 матч, однако на следующий сезон уступил место в воротах вернувшемуся из Финляндии Дамьяну Шишковскому. В 2020 году, после очередного отъезда Шишковского за границу, Янков вернулся на пост основного вратаря клуба.
Выступал за юниорские сборные Северной Македонии разных возрастов. Был основным вратарём молодёжной сборной страны (до 21 года), сыграл за неё 15 матчей в отборочных турнирах молодёжных чемпионатов Европы. В феврале 2021 года получил первый вызов на тренировочные сборы национальной сборной Северной Македонии, а чуть позже был вызван в состав перед отборочными матчами чемпионата мира, но на поле не появился. В июне 2021 года вошёл в состав сборной на чемпионат Европы. По состоянию на начало июня 2021 года ни одного матча за главную сборную не сыграл.

## Клубная статистика
| Игровая карьера | Игровая карьера | Игровая карьера | Игровая карьера | Ч-т | Ч-т | Кубок | Кубок | Межд. | Межд. | Др. | Др. |
| --------------- | --------------- | --------------- | --------------- | --- | --- | ----- | ----- | ----- | ----- | --- | --- |
| 2022            | Каспий          | Флаг Казахстана | А               | 1   | -1  | -     | -     | -     | -     | -   | -   |